# Lepidium rigidum
Lepidium rigidum är en korsblommig växtart som beskrevs av Auguste Nicolas Pomel. Lepidium rigidum ingår i släktet krassingar, och familjen korsblommiga växter. Inga underarter finns listade i Catalogue of Life.